# Suore dell'Assunzione di Nostra Signora
Le Suore dell'Assunzione di Nostra Signora (in inglese Assumption Sisters of Nairobi; sigla A.S.N.) sono un istituto religioso femminile di diritto pontificio.

## Storia
La congregazione fu fondata nel 1954 a Thika da John Joseph McCarthy, arcivescovo spiritano di Nairobi.
La congregazione romana di Propaganda Fide esaminò le costituzioni dell'istituto e concesse il nulla osta per l'erezione canonica il 1º aprile 1954; l'erezione canonica della comunità in congregazione religiosa ebbe luogo il 2 febbraio 1955.

## Attività e diffusione
Le suore si dedicano all'insegnamento della dottrina cristiana ai bambini, alla preparazione delle donne adulte al battesimo, alla direzione di scuole e laboratori, alla cura dei malati, al servizio domestico nei seminari.
La sede generalizia è a Nairobi.
Alla fine del 2015 l'istituto contava 198 religiose in 47 case.